# غيورا إبستاين
غيورا إبستاين الملقب بـ«عين الصقر» (بالعبرية: גיורא אפשטיין؛ من مواليد 20 مايو 1938)، يعرف أيضاً باسم غيورا إيفن (بالعبرية: גיורא אבן)، عميد متقاعد من القوات الجوية الإسرائيلية (IAF) وبطل طيار مقاتل حقق 17 انتصاراً، منهم 16 ضد المقاتلات المصرية، مما جعل منه بطل أبطال المقاتلات الأسرع من الصوت وبطل القوات الجوية الإسرائيلية. كان إبستاين في خدمة القوات الجوية الإسرائيلية من 1956 حتى 26 مايو 1997، عندما تقاعد في سن التاسعة والخمسين. وقد عمل لاحقاً، مثل العديد من طياري القوات الجوية الإسرائيلية المتقاعدين، كطيار في خطوط شركة إل عال الجوية.

## حياته المهنية
ولد غيورا إبستاين في 1938، في كيبوتز نجبا، لعائلة من المزارعين. ومنذ طفولته كان مهتماً بعالم الطيران ويذهب لمشاهدة الطائرات التي تعمل في القاعدة العسكرية بالقرب من النقب، كما كان مهتماً بقراءة السير الذاتية لأبطال الحرب البريطانيين. بدأت علاقة إبستاين الشاب بالحياة العسكرية في 1956، عندما أكمل سن 18 اُستدعيّ للخدمة العسكرية وقد حاول الالتحاق بمدرسة الطيران، إلا أن مشاكله الطبية التي تتعلق بقلبه حالت دون ذلك. وجُندّ في الجيش الإسرائيلي بسلاح المظلات، حيث خرج برتبة مدرب عندما أنهى خدمته العسكرية الإلزامية في 1959.
بعدها عاد إلى حياته السابقة في الكيبوتز، لكنه فشل في التأقلم معها. وقرر العودة كمظلي في الجيش للمشاركة في المسابقة العالمية للقفز الحر التي أقيمت في الولايات المتحدة عام 1962. وقبل سفره إلى خارج إسرائيل لحضور كأس المسابقة العالمية، غيّر اسمه الأخير إلى إيفن "אבן" الذي يعني حجر بالعبرية بُناءً على تعليمات القوات الجوية الإسرائيلية.
بعد ذلك بعام، في 1963، بعد عدة محاولات، سمحت له القيادة العسكرية العليا بدخول مدرسة الطيران، حيث أنهى تدريبه في 22 مارس 1965 وكان الأول على دفعته. وبالرغم من هذا الإنجاز، فقد أُلحقً للطيران بالطائرات الهليكوبتر، لأن القومسيون الطبي لم يكن مقتنعاً بالدرجة الكافية بقدراته البدنية ليصبح طياراً مقاتلاً. لكن إبستاين قرر الذهاب إلى أبعد من هذا، وأثناء عمله كطيار مروحية، أرسل تحليله إلى طبيب أمريكي في القوات الجوية الأمريكية (USAF). أرسل هذا الطبيب تحليلاً مضاداً إيجابياً، بُناءً عليه ذهب إبستاين إلى مكتب قائد القوات الجوية (ثم رئيس إسرائيل لاحقاً) عيزر فايتسمان. وإدراكاً من أنه كان يعرض حياته المهنية كضابط عسكري للخطر، فقد قال له: «سأظل في مكتبك حتى ترسلني إلى مدرسة الطيران» وبعد مناقشة ما طلبه غيورا والتحليل الصادر من طبيب القوات الجوية الأمريكية اتصل عيزر به في مكتبه قائلاً «خُذ كل متعلقاتك واذهب إلى وحدة التدريب العملي للمقاتلين ولا أريد أن أسمع منك كلمة أخرى»
وبفضل مثابرته، فقد تمكن بعد سبع سنوات من الكفاح، من الالتحاق بالسرب 113 (OTU) «وحدة التدريب العملي» حيث أثبت نفسه كطيار مقاتل يطير على مقاتلات داسو اوراقان. وسرعان ما اكتسب لقب «عين الصقر» بسبب بصره غير العادي. فقد زُعمَ أنه كان قادراً على رصد الطائرات من على مسافة 24 ميلاً (44 كم) - أي ما يقارب من ثلاثة أضعاف الطيار العادي.
بمجرد الانتهاء من تدريبه على الطيران والهجوم مع السرب 113، انتقل إلى وجهته العملية الأولى: السرب 105 في قاعدة حتسور الذي يطير بمقاتلات داسو سوبر ميستير. وبعد عام، حدث مجرى التحول عندما طار بالمقاتلة ميراج 3، المعروفة في إسرائيل باسم شاحاك (وهج السماء)، المنضمة إلى السرب 119 المتمركز في قاعدة تل نوف.

## انتصاراته الجوية
حقق إبستاين سبعة عشر انتصاراً جوياً كلها على الجبهة المصرية. حيث أسقط ثماني طائرات بينما كان يحلق بمقاتلة ميراج 3 (شاحاك)، مقاتلة بجناح دلتا صُممت بشكل أساسي كمقاتة اعتراضية على الارتفاعات العالية. وأسقط تسعة بينما كان يحلق بمقاتلة نيشر (أي النسر)، النسخة إسرائيلية من ميراج 5. وكانت الميج-21 أكثر نوع يسقطه بما بلغ مجموعه تسع طائرات.
كانت أول طائرة يسقطها في 6 يونيو خلال حرب 1967، عندما أسقط طائرة سوخوي-7 فوق العريش. وأثناء حرب الاستنزاف من 1969-1970، أسقط إبستاين طائرة ميج-17، طائرة سوخوي-7 أخرى واثنتان طراز ميج-21. جاء بقية انتصاراته خلال حرب أكتوبر 1973. فيما بين يومي 18 و20 أكتوبر، حيث أسقط مروحية طراز مي-8 وثماني طائرات: طائرتان سوخوي-7، طائرتان سوخوي-20 وأربع طائرات ميج-21. وفي 24 أكتوبر 1973، أسقط ثلاث طائرات ميج-21 أخرى غرب البحيرة المرة الكبرى. ومن أعماله البطولية إسقاطه لأربع طائرات في يوم واحد. وقد أسقط خمس طائرات من المنسوبة إليه باستخدام صواريخ جو-جو والباقي بواسطة مدفع الطائرة.

### خلال حرب 67

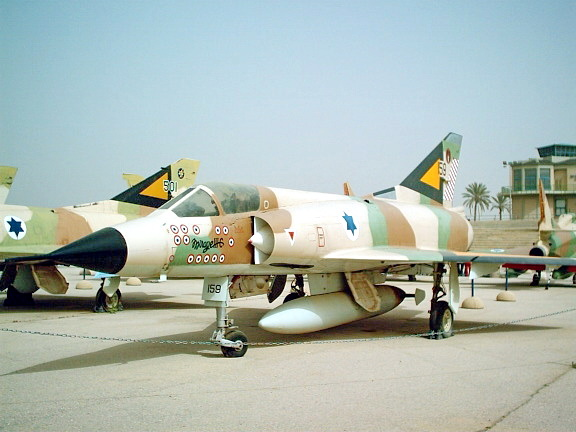
المقاتلة شاحاك 59 التي حقق بها غيورا إبستاين أول انتصار جوي له، موجودة حالياً في متحف القوات الجوية الإسرائيلية.

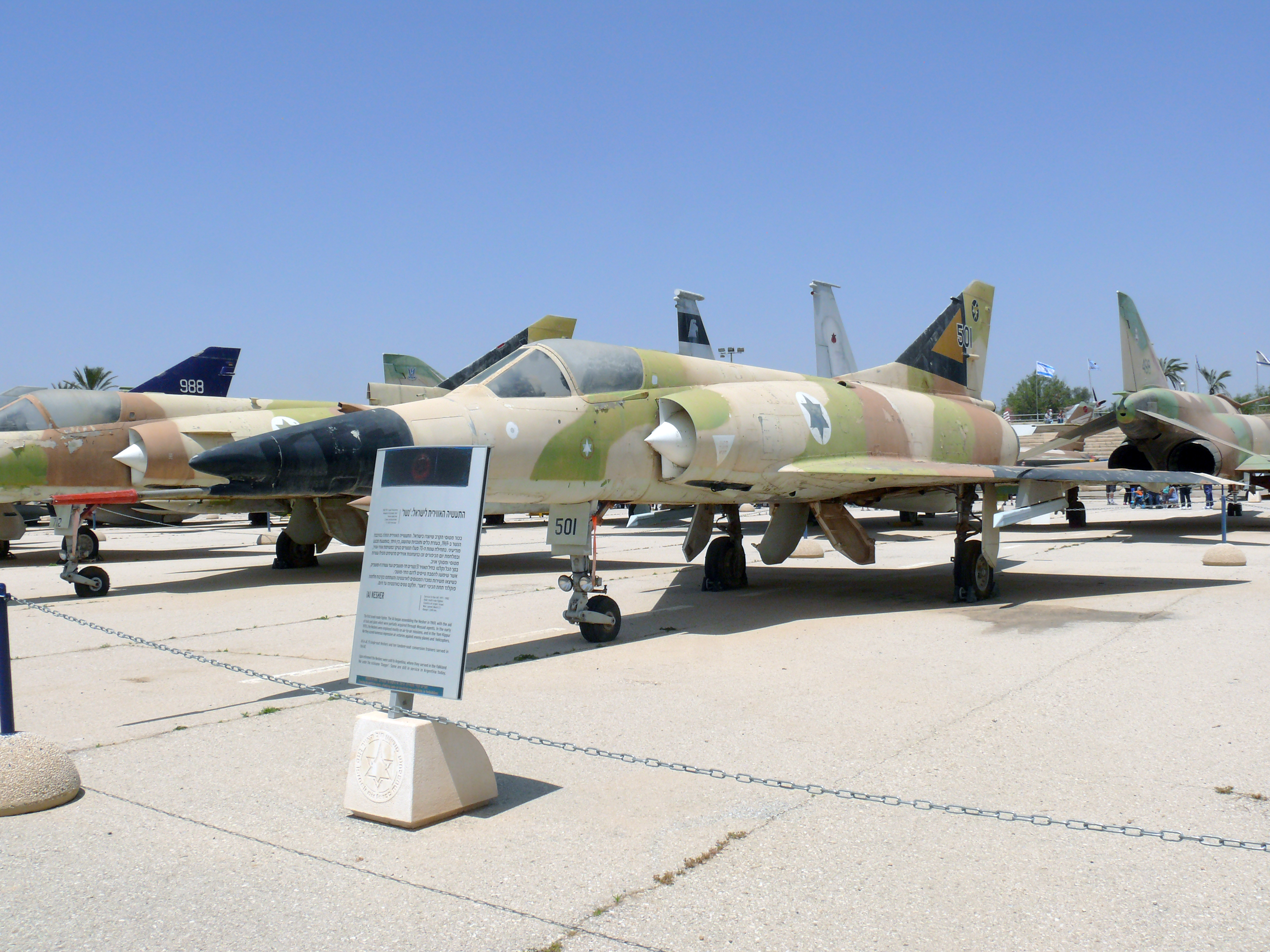
مقاتلة نيشر في متحف القوات الجوية الإسرائيلية.

حقق إبستاين أول انتصار جوي له خلال حرب 67. فعندما بدأت الحرب في 5 يونيو 1967، كان إبستاين لا يزال طياراً مبتدئاً، لذلك لم يشارك في موجتي الهجوم الأولى والثانية من "عملية موكد"، حيث كانت أول مهمة انتدب لها عمل غطاء جوي في حالة تأهب لقاعدة حتسور. وجاء دوره القتالي الأول في الحرب في الموجة الثالثة، عندما حلق في الطائرة الثانية من تشكيل من أربع طائرات هاجمت مطار القاهرة الدولي.
وفي 6 يونيو جاء أول انتصار جوي له. عندما حلق في مهمة اعتراضية إلى جانب مدربه الرائد عاموس لابيدوت، في «وحدة التدريب العملي» للسرب 113، بهدف اعتراض تشكيل جوي مصري مكون من طائرات سوخوي-7 فوق شمال شبه جزيرة سيناء ومرتفعات الجولان وبعد مطاردة شرسة على ارتفاع منخفض، تمكن من تدمير إحدى طائرات سوخوي-7 باستخدام مدفع طائرته.
عقب الحرب ترقى إبستاين إلى قائد سرب.

### خلال حرب الاستنزاف
شارك جيورا إبستاين في حرب الاستنزاف بين مصر وإسرائيل بين عامي 1969 و1970. حيث حقق انتصاره الثاني بإسقاط ميج-17 في 20 يوليو 1969. بينما حقق نصره الثالث بإسقاط سوخوي-7 في 11 سبتمبر من نفس العام.
في مارس 1970، أصبح ضمن ما يسمى السرب 101، تشكيل النخبة المكون من الطيارين الذين نفذوا عمليات قتالية مخطط ومعد لها. وكجزء من السرب 101، حقق انتصاره الرابع والخامس، حيث أسقط طائرتين طراز ميج-21 خلال مهمة لنصب كمين حاكوا فيه هجوماً لطائرات إف-4 فانتوم الهجومية.
بعد حرب الاستنزاف، اكتسب إبستاين خمسة انتصارات، الحد الأدنى لكي يُعد بطل طيار.

### خلال حرب أكتوبر
خلال حرب أكتوبر، توجَ إبستاين كونه أكبر بطل طيار في تاريخ المقاتلات النفاثة، بما وصل مجموعه 12 نصر جوي خلال الحرب. عندما بدأت الحرب في 6 أكتوبر 1973، انتقل القائد غيورا إبستاين من قسم التخطيط في شعبة عمليات القوات الجوية الإسرائيلية إلى قسم العمليات القتالية بجانب السرب 101.
حقق أول انتصار له بعد أن أسقط طائرة هليكوبتر مصرية من طراز ميل مي-8 في 18 أكتوبر 1973 كانت تقصف مواقع الجيش الإسرائيلي بالنابالم. في وقت لاحق خلال الحرب، شكل إبستين علاقة وثيقة مع المقاتلة نيشر 61. (رقم 561)، التي كانت طائرة تتبع السرب 113 والتي استطاع تحت قيادته لها، تحقيق ما مجموعه ثمانية انتصارات في فترة 26 ساعة، حيث أسقط طائرتين سوخوي-7 وطائرتين سوخوي-20 في يوم 19 أكتوبر 1973 وفي اليوم التالي أسقط أربع طائرات ميج-21 في اليوم التالي. وحقق آخر ثلاثة انتصارات جوية له على حساب ثلاثة طائرات ميج-21 في 24 أكتوبر 1973، قبل دقائق من وقف إطلاق النار بين مصر وإسرائيل.

### قائمة بالطائرات التي أسقطها
| التاريخ        | الطائرات التي أُسقطت | سلاح الجو             | بواسطة         | رقم      | السلاح المستخدم |
| -------------- | ------------------- | --------------------- | -------------- | -------- | --------------- |
| 6 يونيو 1967   | سوخوي-7 "Fitter"    | القوات الجوية المصرية | ميراج 3 سي جيه | شاحاك 56 | مدفع الطائرة    |
| 20 يوليو 1969  | ميج-17 "Fresco"     | القوات الجوية المصرية | ميراج 3 سي جيه | شاحاك 82 | مدفع الطائرة    |
| 11 سبتمبر 1969 | سوخوي-7 "Fitter"    | القوات الجوية المصرية | ميراج 3 سي جيه | شاحاك 59 | مدفع الطائرة    |
| 25 مارس 1970   | ميج-21 "Fishbed"    | القوات الجوية المصرية | ميراج 3 سي جيه | شاحاك 77 | مدفع الطائرة    |
| 25 مارس 1970   | ميج-21 "Fishbed"    | القوات الجوية المصرية | ميراج 3 سي جيه | شاحاك 77 | مدفع الطائرة    |
| 18 أكتوبر 1973 | مي-8 "Hip"          | القوات الجوية المصرية | ميراج 3 سي جيه | شاحاك 11 | مدفع الطائرة    |
| 19 أكتوبر 1973 | سوخوي-7 "Fitter"    | القوات الجوية المصرية | نيشر           | نيشر 61  | مدفع الطائرة    |
| 19 أكتوبر 1973 | سوخوي-7 "Fitter"    | القوات الجوية المصرية | نيشر           | نيشر 61  | صاروخ شفرير-2   |
| 19 أكتوبر 1973 | سوخوي-20 "Fitter"   | القوات الجوية المصرية | نيشر           | نيشر 61  | مدفع الطائرة    |
| 19 أكتوبر 1973 | سوخوي-20 "Fitter"   | القوات الجوية المصرية | نيشر           | نيشر 61  | صاروخ شفرير-2   |
| 20 أكتوبر 1973 | ميج-21 "Fishbed"    | القوات الجوية المصرية | نيشر           | نيشر 61  | مدفع الطائرة    |
| 20 أكتوبر 1973 | ميج-21 "Fishbed"    | القوات الجوية المصرية | نيشر           | نيشر 61  | مدفع الطائرة    |
| 20 أكتوبر 1973 | ميج-21 "Fishbed"    | القوات الجوية المصرية | نيشر           | نيشر 61  | مدفع الطائرة    |
| 20 أكتوبر 1973 | ميج-21 "Fishbed"    | القوات الجوية المصرية | نيشر           | نيشر 61  | صاروخ شفرير-2   |
| 24 أكتوبر 1973 | ميج-21 "Fishbed"    | القوات الجوية المصرية | ميراج 3 بي جيه | شاحاك 86 | مدفع الطائرة    |
| 24 أكتوبر 1973 | ميج-21 "Fishbed"    | القوات الجوية المصرية | ميراج 3 بي جيه | شاحاك 86 | صاروخ سايدويندر |
| 24 أكتوبر 1973 | ميج-21 "Fishbed"    | القوات الجوية المصرية | ميراج 3 بي جيه | شاحاك 86 | صاروخ سايدويندر |

## حياته المهنية لاحقاً وتقاعده
تقديراً لشجاعته خلال الحرب، منحته هيئة سلاح الجو الإسرائيلي وسام الخدمة المتميزة، أعلى وسام عسكري إسرائيلي. في 15 أغسطس 1974، اُنتدبَ لقيادة السرب 117، المتمركز في قاعدة رمات ديفيد وظل هناك لثلاث سنوات، حتى تقاعد في النهاية، في 24 يوليو 1977 من الخدمة الفعلية للقوات الجوية عبر التحول من قيادة طائرات شاحاك ونيشر إلى قيادة الطائرات التجارية ذات الضوابط الأكثر راحة في شركة طيران إل عال التجارية الإسرائيلية.
لكن علاقة إبستاين بالحياة العسكرية لم تكن قد انتهت بعد، حيث استمر في الارتباط بالقوات الجوية في قوات الاحتياطي، وفي عام 1981، عُيِّن قائداً لأحد أسراب شاحاك الاحتياطية، حيث كان يوجه طياريه خلال حرب لبنان في 1982 في مهام دورية بسيطة للقتال الجوي (CAP) دون أي قصف، لأن الجزء الأكبر من العمليات نفذته الطائرات الوافدة الجديدة طراز إف-15 وإف-16. وفي نهاية 1982 خرجت طائرات شاحاك من الخدمة أخيراً وانتقل إبستاين إلى قيادة أسراب مقاتلات كفير. في أوائل 1988 وبعمر 50 عاماً، انتقل المقدم جيورا إبستاين إلى قيادة مقاتلات إف-16. وترقى إلى رتبة عقيد في 15 أغسطس 1991 تقديراً لحياته المهنية الناجحة.
استمر إبستاين في قيادة المقاتلات العاملة كاحتياطي حتى 20 مايو 1997، عندما تقاعد تماماً من الطيران في القوات الجوية الإسرائيلية.
كان إبستاين موضوعاً رئيسياً في حلقة "Desert Aces" (أبطال الصحراء) جزء من سلسلة المعارك الجوية التي تبثها قناة التاريخ (History Channel). ظهرت الحلقة لأول مرة في 10 أغسطس 2007.

## إبستاين والرافعي
خلال حلقة (أبطال الصحراء) التي ظهر فيها إبستاين، زعم أنه اشتبك بتاريخ 20 أكتوبر 1973 مع طيار مصري فوق منطقة قناة السويس واستطاع في النهاية إسقاط طائرته الميج-21 بعد مطاردة شرسة مع الطيار المصري، وصف إبستاين الطيار المصري «بالمجنون» لقيامه في نهاية المطاردة بتنفيذ مناورة سبليت إس (Split S) على ارتفاع منخفض رغم أن الميج-21 لا يمكنها تنفيذ هذه المناورة على هذا الارتفاع وإلا اصطدمت بالأرض وتحطمت ومع ذلك استطاع الطيار المصري تنفيذها لكنه بينما يرتفع أطلق عليه إبستاين رشقة طلقات من مدفع طائرته فأسقطه.
فور بث الحلقة قام بعض الهواة المصريين باقتصاص هذا الجزء من الحلقة تحت عنوان (Crazy Egyptian pilot) أو الطيار المصري المجنون كتأكيد على الاعتراف الإسرائيلي ببراعة الطيارين المصريين مع حذف مشهد النهاية الذي يُسقط فيه إبستاين الطيار المصري.

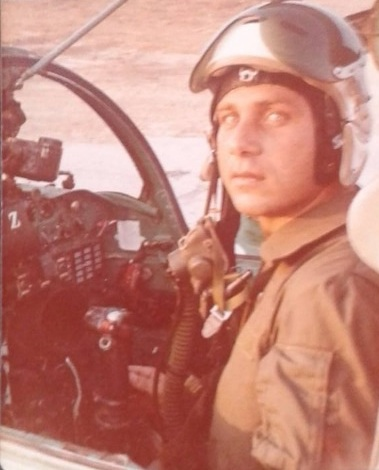
حسن الرافعي في قمرة طائرته

نشرت بعض الصحف ووسائل الإعلام المصرية تلك القصة عبر حملة دعائية تحت مسمى الطيار المصري الذي أطلقت عليه إسرائيل لقب المجنون، رغم أنه مجرد وصف منسوب لغيورا إبستاين وليس لقب كما أنه لا توجد أي إشارة في الإعلام الإسرائيلي والمراجع الإسرائيلية بخصوص إطلاق لقب الطيار المجنون على أي طيار عربي، لاسيما وأن معظم أبطال القوات الجوية في تاريخ القتال الجوي بين القوات الجوية الإسرائيلية والعربية ممن أسقطوا خمس طائرات وأكثر، ينتمون للقوات الجوية الإسرائيلية.
زعمت تلك الصحف أيضاً أن الطيار المصري مازال حياً يرزق وأنه تمكن من الإفلات من إبستاين الذي لم يتمكن من إسقاطه لكنها لم توضح عدم مقدرة الطيار المصري من التغلب عليه. وفي البداية ادعت أن الطيار المصري المقصود هو اللواء طيار أحمد كمال المنصوري، الذي أكد الحادثة مضيفاً أنه تمكن من إسقاط الطيار الإسرائيلي بعد تنفيذه مناورة سبيليت إس بإطلاق صاروخين عليه وأن الإسرائيليين أطلقوا عليه لقب الطيار المجنون لأعماله الانتحارية. لكنه خرج بعد ذلك في تسجيل صوتي في 2008 يقول فيه إن الطيار حسن الرافعي هو من اشتبك مع إبستاين واستطاع النجاة.
في 2018 خرج الطيار حسن الرافعي في فيديو ينفي فيه مزاعم إبستاين بإسقاطه إياه وأضاف أن إبستاين فر من المعركة بعدما ظن أن طائرة الرافعي اصطدمت بالأرض وتحطمت.

## وصلات خارجية
- مقابلة مع غيورا إبستاين (بالإنجليزية)